# Vári-Kovács Péter
Vári-Kovács Péter (1978. március 10. –) magyar színművész és zenész.

## Életrajza
Már egészen kicsi korától a zene bűvöletébe került, kisgyerekként szeretett örömet, nevetést csempészni környezete életébe. Gyermekkorában zongorázott, néptáncolt, agyagozott, rajzolt. A középiskola 3. évéig versenysportoló volt, kajakozott. Tinédzserként került Földessy Margit Színitanodájába, tizenéves korától rendszeresen látható színpadon.. Érettségi után elszegődött a Kolibri Színházhoz stúdiósnak, ahol dolgozhatott a Pogány Judit rendezte Kék Madárban, és megismerhette a legendás Kemény Henrik bábművészt, láthatta a mestert játék közben, a kulisszák mögül, ami meghatározó élmény volt számára. Eközben a Földessy Margit Drámastúdiót látogatta, ahol helyzetgyakorlatokkal, improvizatív játékokkal pallérozhatta magát. Játszott a Szentivánéji álomban Lysandert, majd az I.B.S. Színpadon a Képzelt riport egy amerikai popfesztiválról főszerepét játszhatta. Ekkor már aktívan rock-zenélt. Zongorázni Csonka Emiltől tanult. Felvételt nyert a Toldy Mária Musical Stúdióba, ahol színészmesterséget, jazz táncot is tanult. Énektanára Kőváry Judit volt. Itt játszott a Fame – Hírnév című musicalben. A Kőbányai Könnyűzenei Stúdióba ének szakra vették föl, ahol jazzéneklést tanult, mestere Berki Tamás volt. Ezen iskolában tanult még jazz-zongorajátékot, zeneelméletet, összhangzattant Esze Jenőtől, zeneszerzést, szolfézst, zenetörténetet Victor Mátétól. Zenekari-stúdió gyakorlat tanárai: Ullmann Ottó és Tóth János Rudolf voltak. A Doors emlékzenekar tagja, Raymond Manzarek megszemélyesítőjeként is láthatta a közönség. Ezalatt játszott a Pesti Magyar Színházban (My Fair Lady, kisebb szerepek). Itt szerencséje volt egy színpadon állni olyan legendákkal, mint Sinkovits Imre és Agárdy Gábor. A Madách Színházban játszott a Nyomorultakban is. Felvették az Új Színház stúdiójába, színészmesterséget tanult. Vizsgadarabja Shakespeare Rómeó és Júliája volt, amelyben Rómeó szerepét játszotta. Versmondásra Gosztonyi János tanította. 2003 és 2007 között a Színház- és Filmművészeti Egyetem zenés színész szakán tanult. Osztályvezető tanárai voltak: Ascher Tamás, Novák Eszter, további tanárai: Ladányi Andrea – tánc-mozgás, Pintér Tamás (Oroszlán) – vívás, Gyöngyösi Tamás - vívás, színpadi verekedés, kontaktmozgás. Bóbis Lászlónál Gershwin-kurzust végzett, Selmeczi Györgynél zenei kurzusokra járt. 2007-ben diplomázott, s ugyanebben az évben a József Attila Színházhoz szerződött, 2008-2024 között a Centrál Színház tagja volt.

## Fontosabb vizsgák
- Mesél a bécsi erdő – Alfréd, nagypapa (rend.: Ascher Tamás)
- Kurázsi mama – Pap (rend.: Zsótér Sándor),
- Varázsfuvola - Papageno (rend.: Novák Eszter, Ascher Tamás, Harangi Mária)
- Gyakorlat: Vígszínház - Pán Péter – címszerep (rend.: Méhes László)
- Merlin Színház – Szentivánéji álom - Zuboly
- 2007 József Attila Színház
- 2008 - Centrál Színház (volt Vidám Színpad)[4]

## Színházi szerepei
- Ájlávju (bemutató: 2008. április 11. Centrál Színház)
- Bronte-k (bemutató: Spinoza - Ház)
- Búvárszínház (bemutató: 2007. október 13. Örkény István Színház)
- Csak egy kis musical - Hair (bemutató: Színház- és Filmművészeti Egyetem) (Ódry Színpad)
- Csak egy kis musical - West Side Story (bemutató: Színház- és Filmművészeti Egyetem) (Ódry Színpad)[5]
- Csizma az asztalon (bemutató: Örkény István Színház)
- Életjáték (bemutató: 2007. május 30.)
- Godot Stand-Up Comedy Club - Dumaszínház
- Karnyóné (bemutató: 2006. május 26. Színház- és Filmművészeti Egyetem) (Ódry Színpad)
- K.mama (bemutató: Színház- és Filmművészeti Egyetem) (Ódry Színpad)
- Korcsula (bemutató: 2006. október 1. Színház- és Filmművészeti Egyetem) (Ódry Színpad)
- Kölcsönlakás (bemutató: 2008. április 26. József Attila Színház)
- Legénylakás (bemutató: 2005. december 31. Centrál Színház)
- Mégis, kinek az élete? (bemutató: 2009. december 18. Centrál Színház)
- A mi utcánk - Avenue Q (bemutató: 2009. február 28. Centrál Színház)
- Az öreg hölgy látogatása (bemutató: 2008. január 13. József Attila Színház)
- Pán Péter (bemutató: 2006. október 14. Vígszínház)
- Pardon! Operett... (bemutató: Színház- és Filmművészeti Egyetem) (Ódry Színpad)
- Pilonon (bemutató: Színház- és Filmművészeti Egyetem) (Ódry Színpad)
- Tovább is van... (bemutató: 2007. október 19. HOPPart Társulat)
- Túl vagy a nehezén, most jön a neheze (bemutató: 2007. április 19. Színház- és Filmművészeti Egyetem) (Ódry Színpad)
- Vakrepülés / Embervásár (bemutató: 2006. november 5. Színház- és Filmművészeti Egyetem) (Ódry Színpad)
- Varázsfuvola (bemutató: 2007. február 7. HOPPart Társulat)
- A velencei kalmár (bemutató: 2008. október 17. Centrál Színház)[6]

## Filmszerepei
- Varázsfuvola (TV film)
- Szupermosás (2005)[6]
- Berosált a rezesbanda (2013)
- Hacktion: Újratöltve (2014)
- Semmelweis (2023)

## Ajánlott
- Vári-Kovács Péter-Bébi dal -ÁJLÁVJU
- Avenue Q (Centrál Színház)-Balogh Anna és Vári-Kovács Péter riport
- 2010-es koncert: